# سفارة كوريا الجنوبية في المملكة المتحدة
سفارة كوريا الجنوبية في المملكة المتحدة هي أرفع تمثيل دبلوماسي لدولة كوريا الجنوبية لدى المملكة المتحدة. تقع السفارة في لندن وهي تهدف لتعزيز المصالح الكورية جنوبية في المملكة المتحدة.

## وصلات خارجية
- قائمة سفارات كوريا الجنوبية
- قائمة السفارات في المملكة المتحدة